# 圣格雷戈里奥-马泰塞
圣格雷戈里奥-马泰塞（義大利語：San Gregorio Matese），是意大利卡塞塔省的一个市镇。总面积56平方公里，人口991人，人口密度17.7人/平方公里（2009年）。ISTAT代码为061076。